# Anthicus armaticornis
Anthicus armaticornis là một loài bọ cánh cứng trong họ Anthicidae. Loài này được Medvedev miêu tả khoa học năm 1974.